# Aaskereia (Band)
Aaskereia ist eine deutsche Band aus dem Schwarzwald, die dem Pagan Metal und Depressive Black Metal zugeordnet wird. Der Name entspricht dem nordischen Wort für Wilde Jagd.

## Geschichte
Die ersten beiden musikalischen Lebenszeichen der Band waren in den Jahren 1999 und 2001 die beiden Demoaufnahmen Aus dem vereißten [sic!] Unterholz… und Promo 2001.
Im Jahr 2003 wurde die 7″-EP …Mit dem Eid unserer Ahnen begann der Sturm… im Selbstverlag veröffentlicht. Das Debütalbum Mit Raben und Wölfen folgte im selben Jahr und wurde ebenfalls im Selbstverlag veröffentlicht. Unmittelbar nach den Aufnahmen verließ zuerst Jervas die Band und später auch Naudhiz. Im Anschluss wurde das Debüt ohne das Einverständnis aller beteiligten Musiker über das Musiklabel Perverted Taste wiederveröffentlicht. Danach verließ Fenrag ebenfalls die Band.
Ein Jahr später wurde das Mini-Album Zwischen den Welten… via Christhunt Productions, einem Musiklabel, das Interpreten des National Socialist Black Metal im Katalog hält und dem rechtsradikalen Bereich zugeordnet wird, veröffentlicht.
Anschließend verstrichen sieben Jahre, bis Aaskereia – erneut im Selbstverlag – 2011 das Album Dort, wo das alte Böse ruht auf CD veröffentlichte. Wiederveröffentlichungen erfolgten 2012 als Doppel-LP über Supreme Chaos Records und 2016 als Kassette über Nebular Winter Productions.
Zwischenzeitlich, genauer: im Jahr 2007, spielte die Band auf dem Ragnarök-Festival. Eigenen Angaben zufolge aus dieser Zeit hat sich Aaskerei nie aktiv um Kontakte zu Plattenfirmen bemüht, vielmehr seien die Labels selbst auf die Band zugekommen.

## Stil
Angefangen hat Aaskereia als „stumpfe, rohe Pagan/Black Metal-Band“, die über die Jahre indes musikalisch versierter wurde. Um das Jahr 2005 herum wurden als musikalische Referenzen „so manche ältere Platte von Gorgoroth oder Satyricon“ genannt. Stilistisch wird ihr Black Metal auch in Richtung des Subgenres Depressive Black Metal konkretisiert. Charakteristisch für ihre Musik sind die akustischen Interludien, welche auf dem Zweitwerk jedoch „gänzlich anders“ eingesetzt werden als auf den vorherigen Veröffentlichungen.

## Rezeption
Mit ihrem Debütalbum habe die Band im „Underground einen ziemlichen Kultstatus“ erlangt, heißt es bei metal.de. Dabei habe das Werk „weniger durch kompositorische Raffinesse oder technische Versiertheit“ überzeugt, als durch „seine absolut rohe, brutale Atmosphäre“ und die „Einzigartigkeit“ des hohen Gesangs.

## Diskografie

### Demos
- 1999: Aus dem vereißten [sic!] Unterholz… (CD im Selbstverlag)
- 2001: Promo 2001 (CD im Selbstverlag)

### EPs
- 2003: …Mit dem Eid unserer Ahnen begann der Sturm… (7"-EP, Selbstverlag)
- 2004: Zwischen den Welten… (Mini-Album, Christhunt Productions)

### Alben
- 2002: Live in Bindersleben 25.05.2002 (Live-Album)
- 2003: Mit Raben und Wölfen (Perverted Taste)
- 2011: Dort, wo das alte Böse ruht (CD im Selbstverlag, Doppel-LP 2012 via Supreme Chaos Records, Kassette 2016 via Nebular Winter Productions)